# Gete (Bremen)
Die Gete, historisch Gethe, war ein Wasserlauf im Osten Bremens. Sie entsprang am Rand des Ortskerns von Hastedt an der Stelle des heutigen ADAC-Hochhauses. Teilweise wurde sie auch von einem Hochwasserarm der Weser gespeist, der etwa im Bereich der heutigen Hastedter Brückenstraße vom Hauptstrom abzweigte und neben der Straße Getekamp eine Lücke in der Bremer Düne fand. Wo beide Läufe zusammenkamen, befanden sich die Getekuhlen, zwei längliche Teiche, in denen Fische gefangen wurden, einer davon an der Grenze zum Pagenthorner Feld. Von dort floss die Gete östlich der heutigen Straße An der Gete und südlich der Kirchbachstraße nach Schwachhausen, durch das Dorf und weiter bis hinter das Gut Riensberg entlang der heutigen Schwachhauser Heerstraße, dann entlang des Ernst-Grohne-Wegs bis zur Mündung (Lage) in die Kleine Wümme südlich der Horner Kirche.
Mit der Bebauung in der ersten Hälfte des 20. Jahrhunderts ist der Wasserlauf verschwunden. Erhalten geblieben ist von der Gete nur noch als Rest die Getekuhle, ein kleiner Teich (Lage) im Bereich des Kleingartenvereins zum Stillen Frieden westlich der Obernkirchener Straße.